# ミンナ・シュペヒト
ミンナ・シュペヒト（Minna Specht, 1879年12月22日 - 1961年2月3日）は、ドイツの教育者で、社会主義者。
ハンブルク近郊のラインベックにあるラインベック城で生まれた。ハンブルクでギムナジウムを卒業した後、ゲッティンゲン大学とミュンヘン大学で地理学、歴史学、哲学と地質学を学んだ。1915年、ゲッティンゲン大学で教鞭を採っていた哲学者レオナルト・ネルソンと共に労働と生活のコミューンを設立し、それに参加。1917年、国際青年同盟のメンバーとなり、1918年には、ザクセン州の田園教育舎、ハウビンダ (Haubinda) の数学の教師に就任した。
シュペヒトは、1924年には教師闘争同盟の活動的なメンバーとなり、1922年-1933年の間、国際社会主義闘争同盟 (Internationalen sozialistischen Kampfbundes, ISK) とその過渡期の組織国際社会主義青年同盟（Internationalen Sozialistischen Jugendbundes, ISJ または IJB）のメンバーで委員長を務めた。 
彼女は、その後、ネルソンがゲッティンゲンの隣町カッセルに開校した田園教育舎ヴァルケミューレ (Walkemühle) の校長を、1933年3月、そこがナチスによって占拠され、閉校に追い込まれるまで校長を務めていた。
シュペヒトは、学校の生徒の一部と共にデンマークに逃れ、そこでドイツからの難民の子弟のために新しい学校を設立した。1938年11月、イギリスのウェールズに移住、1940年-1941年、敵性外国人としてマン島の収容所に収監されていた。解放後、彼女はドイツ教育再建委員会で教育政策の部門の責任者となった。
戦後、彼女はドイツに戻り、1946年から1951年までオーデンヴァルトシューレの校長を務めた。彼女は、ドイツのUNESCO国内委員会のメンバーで、ハンブルクのUNESCOの教育研究所の一員でもあった。さらにヘッセン州の田園教育舎の視学官の職にもあった。ブレーメンにて没。

## 著作
- Minna Specht: Gesinnungswandel. Beiträge zur Pädagogik im Exil und zur Erneuerung von Erziehung und Bildung im Nachkriegsdeutschland. Herausgegeben und eingeleitet von Inge Hansen-Schaberg unter Mitarbeit von Sigrid Rathgens. Frankfurt am Main, Berlin, Bern, Bruxelles, New York, Oxford, Wien.